# Ahaltechin

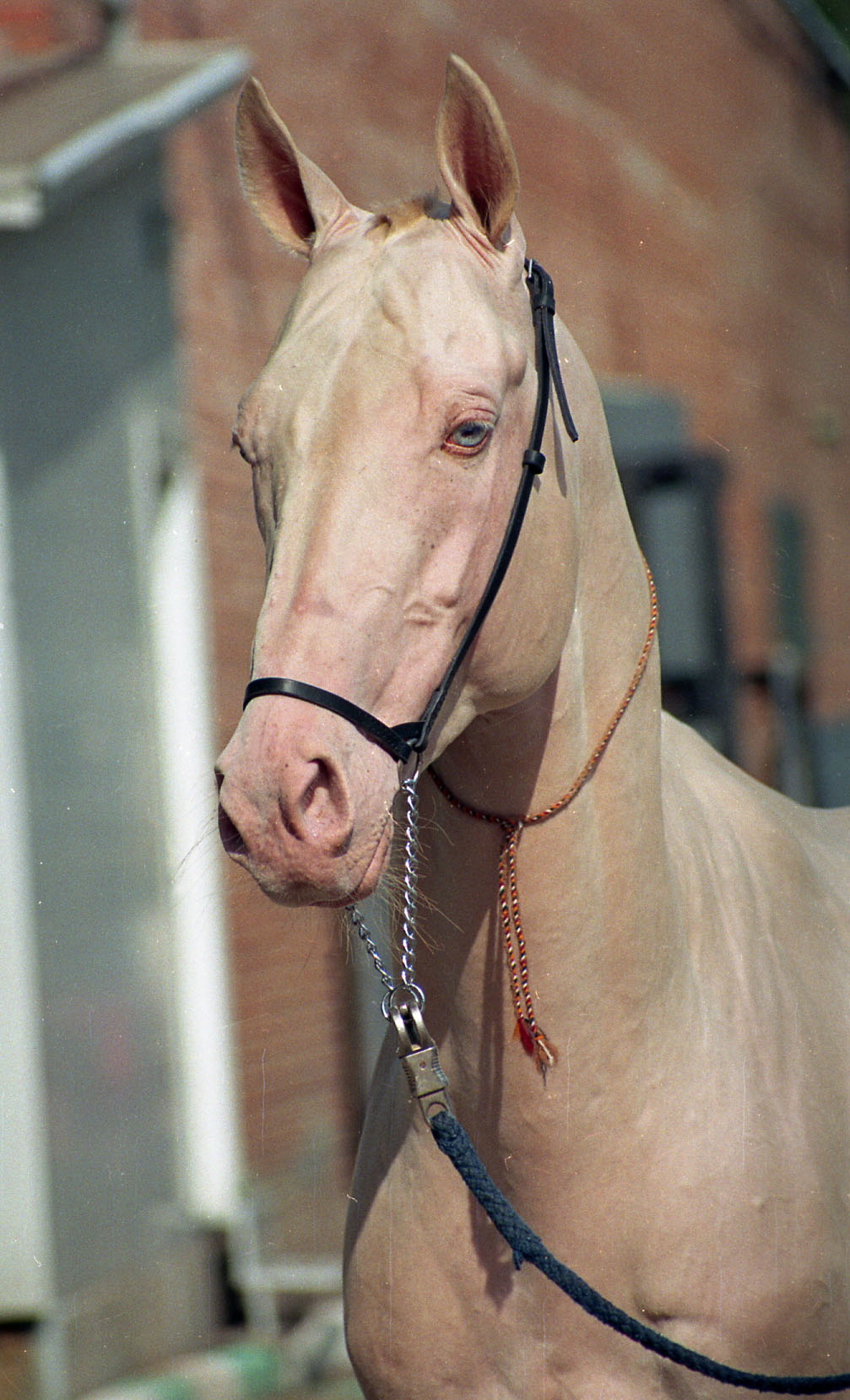
Akhal Teke

Ahaltechin (sau Ahaltekin, Ahal-Tekin, în limba turkmenă Ahal-Teke) este un cal de mărime mijlocie, atestat de peste două milenii în zonele de semideșert ale Kazahstanului și Turkmenistanului (în deșertul Karakum) și din apropierea Mării Caspice. Creșterea rasei ahaltechin continuă preponderent în fostele republici sovietice din Asia. 
Aspect: Este o rasă ușor de recunoscut și foarte elegantă, cu gabarit perfect format, ochi expresivi și urechi mari. Ahaltechin are pilozitate fină, inclusiv coama, corp lung și puternic. Copitele îi sunt foarte puternice.
Înălțime: 1,40-1,50 m.
Coama: cal recunoscut pentru coama lui foarte mătăsoasă, cu luciu metalic. 
Característici: rasă este robustă, cu temperament și rezistență mare. Mulțumită flexibilității, ahaltechinul este apreciat și folosit în probele dificile ale echitației, la sărituri și în cursele de galop.

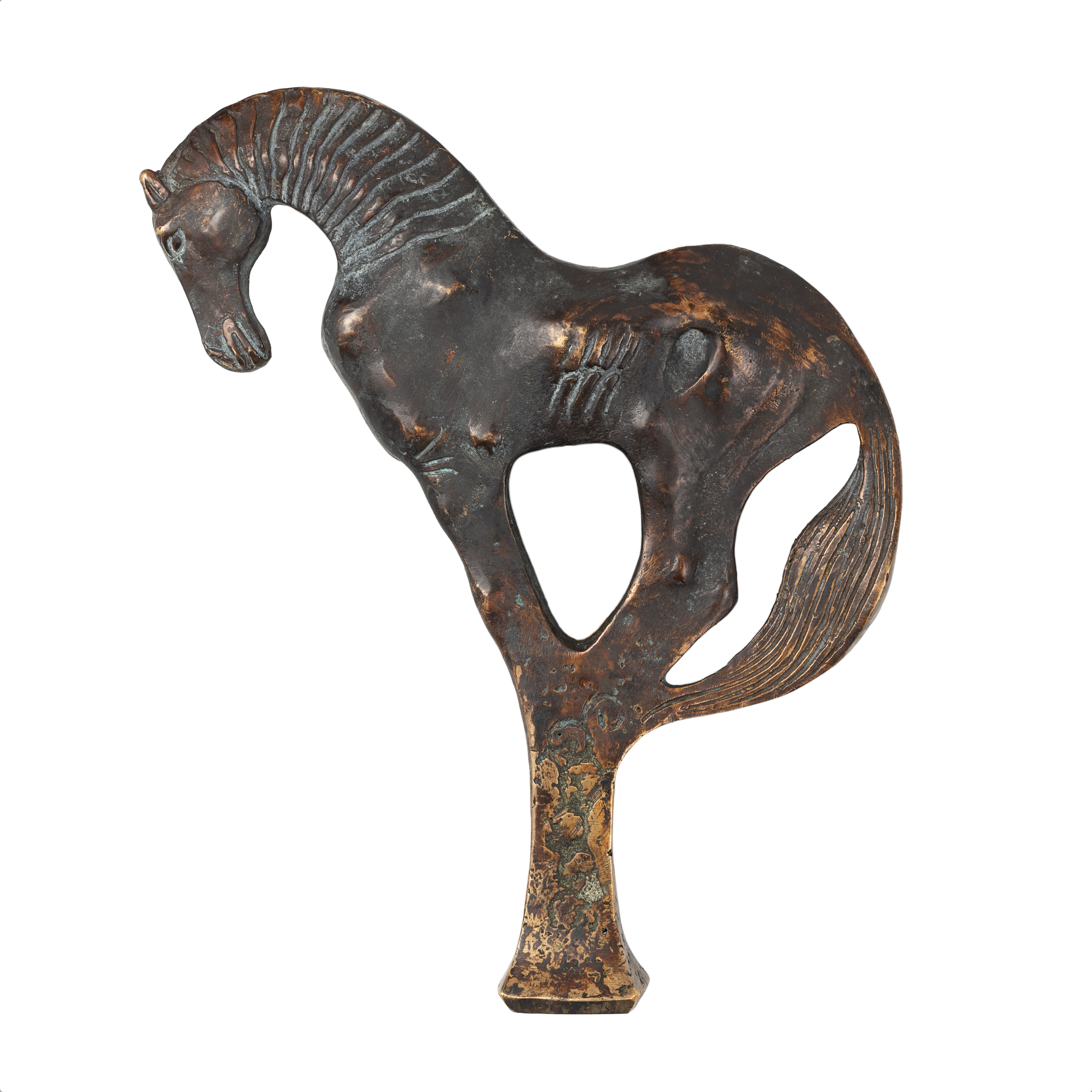
Cal Akhal-Teke antic, bronz, secolele IV-I î.Hr. [https://ru.wikipedia.org/wiki/%D0%90%D1%85%D0%B0%D0%BB%D1%82%D0%B5%D0%BA%D0%B8%D0%BD%D1%81%D0%BA%D0%B0%D1%8F_%D0%BB%D0%BE%D1%88%D0%B0%D0%B4%D1%8C

Ahaltechin este una dintre cele mai rare și vechi rase de cai din lume. Energia și rezistența la temperaturi foarte ridicate sunt deosebite. În 1935, caii ahaltechin au reușit să ducă la bun sfârșit, în 84 de zile, o călătorie de la Așhabad la Moscova, pe o distanță de 2.580 mile, din care 600 de mile prin deșert, în mare parte distanța fiind străbătută fără apă. Aceste date logistice nu au fost egalate până în prezent. 
Cursele de cai ahaltechin sunt foarte populare în Turkmenistan. Turkmenii folosesc pentru hrănirea cailor o dietă foarte bogată în proteine, bazată pe lucernă uscată, căcărează de oaie, ouă, orz și quatlame (un fel de prăjiturele din cocă prajită). Noaptea, caii sînt acoperiți cu pături groase pentru a-i proteja de frigul tipic noaptea în deșert. Păturile sunt folosite și pentru a-i feri de soare după amiaza. 
Rasa ahaltechin este folosită în cursele de distanță lungă, însă în Rusia este folosită și în concursurile de sărituri și dresaj clasic.